# Cmentarz wojenny w Tuliłowie
Cmentarz wojenny w Tuliłowie – cmentarz z okresu I wojny światowej znajdujący się we wsi Tuliłów w gminie Międzyrzec Podlaski w powiecie bialskim.
Na cmentarzu pochowano żołnierzy austriackich i niemieckich poległych w bitwie w dniach 14-16 sierpnia 1915 roku.